# Dynastart

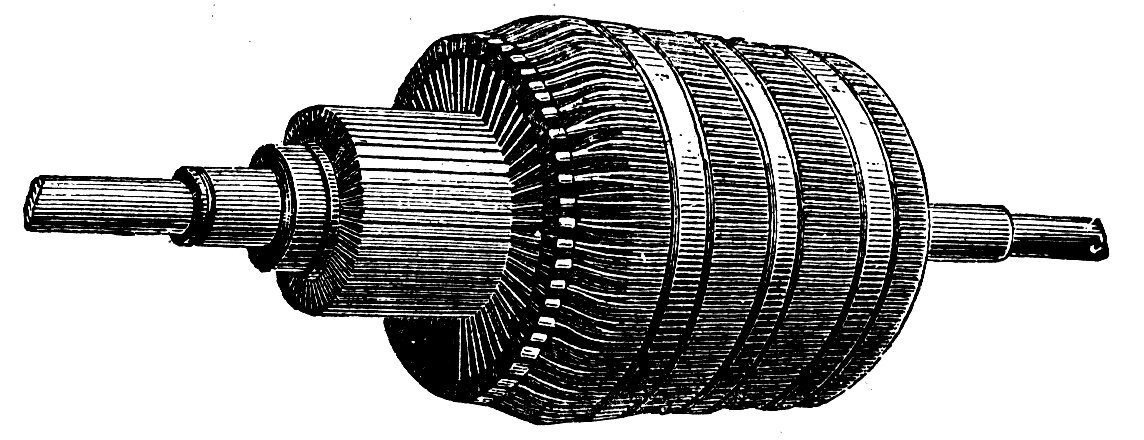
Rotor d'una Dinamo semblant al d'un Dynastart

El Dynastart era un dispositiu elèctric "bi-gènere", ja que era motor d'arrencada i dinamo a la vegada (fent servir el principi físic de reciprocitat). Va ser utilitzat en molts cotxes, motocicletes i petits vaixells a partir de la dècada de 1950, durant més de 30 anys, de fet en els anys 80 el Mini Solé Diesel (entre altres) es venia també amb el Dynastar instal·lat de fàbrica.
Tenia una característica molt notable, ja que muntat sobre un motor de dos temps proporcionava un mètode electric d'invertir el sentit de gir del motor, proporcionant la manera d'invertir el sentit de marxa d'un vehicle sense tenir engranatge de marxa enrere a la caixa de canvis, n'hi havia prou amb invertir la polaritat aplicada al Dynastart i aquest girava a l'inrevés, arrencant el motor de dos temps també en sentit invers.

## SIBA Elektrik G.m.b.H
La primera empresa fabricant del Dynastart fou la SIBA Elektrik G.m.b.H una empresa alemanya fabricant d'elements elèctrics per a l'automoció. L'empresa britànica SIBA Elèctric Ltd  va ser fundada el 1954, al principi per importar unitats de Dynastart i distribuirles al Regne Unit, per acabar fabricant-los el 1957. Finalment l'empresa alemanya va ser venuda a BOSCH el 1957, al temps que l'empresa britànica era absorbida per Lucas el mateix any.